# Kuznetsovo (Perm)
|  | Per a altres significats, vegeu «Kuznetsovo». |

Kuznetsovo (en rus: Кузнецово) és un poble del krai de Perm, a Rússia, que en el cens del 2010 tenia 48 habitants.